# Konsumverweigerung

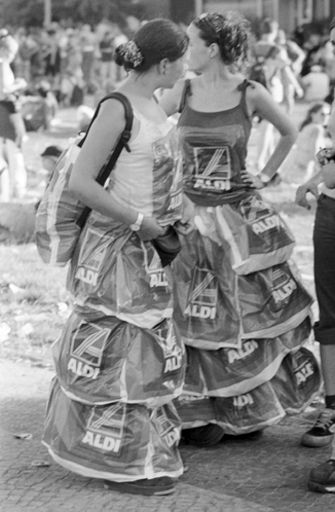
Konsumkritikerinnen in Berlin, 1999

Als Konsumverweigerung (oder Konsumverzicht; englisch consumer resistance) wird in der Wirtschaft ein Konsumverhalten bezeichnet, das die Verringerung des Konsums von Gütern und Dienstleistungen zum Ziel hat. Gegensatz ist der Überkonsum.
Die Konsumverweigerung reicht von der Sparsamkeit bis zur Askese und kann sich auf die gesamte Lebensführung erstrecken, aber auch auf bestimmte Güter (Nahrungsmittel, Kleidung, Wohnkomfort u. a.) beschränken. Die Konsumverweigerung ist das vielleicht wichtigste Element eines einfachen Lebens.
Konsumverweigerung kann auch als Reaktanz gegen die Konsumgesellschaft und das Marketing von Unternehmen verstanden werden, die sich im Widerstand von Konsumenten gegen Konsum äußert. Konsumverweigerung kann auch eine Ideologie und ein Instrument des weltweiten zivilen Ungehorsams bedeuten. Sie wird auch als langfristig angelegte Kampagne definiert, die anhand von ausgewählten Schwerpunkten den notwendigen Ausstieg aus der Konsumgesellschaft verdeutlicht. Eingeordnet wird die Konsumverweigerung als Gegenbewegung und Gegenkultur.

## Geschichte
Bereits die Kapitalismuskritik des Karl Marx aus 1867 beinhaltete eine Konsumkritik, die er als „Warenfetischismus“ im Kapitel „Der Fetischcharakter der Ware und sein Geheimnis“ im Grundlagenwerk Das Kapital. Band I äußerte. Konsumverweigerung entstand als Gegenbewegung zum Konsumismus, der bereits vor 1899 im „demonstrativen Verbrauch“ (englisch conspicuous consumption) einen Höhepunkt erreicht hatte. Es handelte sich um ein Verbraucherverhalten, das weit über die Erfüllung von Primärbedürfnissen hinausging und in erster Linie der Steigerung des Sozialprestiges durch den Kauf von Statussymbolen diente.
Wilhelm Lautenbach sagte am 16. September 1931 auf der Geheimkonferenz in Berlin: „Heute haben Sie die Tatsache, das alle deutschen Unternehmungen sämtlichen Ersatzbedarf beinahe gestoppt haben.“ Er meinte die während der Hyperinflation entstandene Investitionszurückhaltung der Unternehmen, die sogar Ersatzinvestitionen aussetzten. Auch eine Deflationsspirale kann Anlass hierfür sein.
In den 1960er Jahren verbreiterte sich der Konsumismus in der westlichen Welt zur Konsumgesellschaft. Im August 1968 sprach die Hamburger AUSS von einer Minderheit der Drop-Outs unter Schülern, deren Protest sich „oft in partieller Konsumverweigerung und dem dafür umso größeren Konsum von (modischer) Gammelkleidung und Haschisch beschränke“. Die heute mit dem Begriffsinhalt der Konsumverweigerung assoziierte Konnotation kam erstmals in der Postmoderne auf als eine „Politik der Intensitäten“, „im Bremsen der Produktion, … Konsumverweigerung, Happenings, Bewegungen zur sexuellen Befreiung, Fabrik- und Hausbesetzungen“.
Erich Fromm sah 1970 das für den Konsumismus typische quantitativ steigende Konsumniveau als mit zunehmender Passivität und Habgier verbunden an. Für Sulak Sivaraksa galt 1995 Konsumismus als eine Art Religion, der in Hass, Habgier und Verblendung wurzele. „Der Kapitalismus und der Konsumismus werden von diesen drei Giften genährt.“

## Begründung
Begründet wird die Konsumverweigerung mit persönlichen, sozialen, religiösen, ethischen (siehe auch Wirtschaftsethik), ökologischen, organisatorischen, volkswirtschaftlichen, aber auch gesellschaftskritischen (politischen) Argumenten; letztere äußern sich gegenwärtig oft als Kritik an einer konsumfixierten Gesellschaft, die bspw. als Konsumgesellschaft, Überflussgesellschaft oder Wegwerfgesellschaft bezeichnet wird, und am Konsumkapitalismus (siehe auch Kapitalismuskritik/Antikapitalismus).

## Ausgestaltung
Konsumverweigerung äußert sich materiell z. B. im Konsumentenboykott, indem gezielt bestimmte Produkte, Produktgruppen, Hersteller oder Händler vom Verbraucher gemieden werden (Konsumverzicht). Ein Konsumentenboykott ist die kollektive, organisierte und geplante Weigerung, bestimmte Waren zu kaufen oder zu konsumieren. Ideell wird durch legalen Protest zum Boykott aufgerufen.
Konsum neuer Güter kann vielfältig ersetzt werden, bspw. durch:
- Do it yourself, Heimwerken, Reparaturhilfe,
- Freeganismus oder Containern.

## Wirtschaftliche Aspekte
Inflation und Deflation können beide zu Konsumverweigerung führen, denn ein steigendes Preisniveau bewirkt bei konstantem Arbeitseinkommen ein Nicht-Ausgeben von Geld (Sparen). Bei der Deflation erwarten Konsumenten in der Zukunft sinkende Preise und verschieben deshalb Käufe.
Konsumverweigerung führt zur Verringerung der Güternachfrage, wenn sie von breiten Bevölkerungsschichten getragen wird. Die Bewegung gegen den Konsumterror müsste Mehrheiten der Bevölkerung erreichen, um beispielsweise die Produktion und den Vertrieb kurzlebiger Konsumgüter (geplante Obsoleszenz) durch Nichtkauf zu verhindern und die Herstellung langlebiger und umweltfreundlicher Produkte durchzusetzen. Die Konsumzurückhaltung einiger kann über das Herdenverhalten zu Mehrheiten führen. Bei konstantem Güterangebot tritt dann eine Nachfragelücke auf, die zu Preissenkungen führen kann. Auch die Energieversorgung kann auf diese Art zur Abkehr von fossiler Energie auf erneuerbare Energie verändert werden. Abstrahiert man weiter, können sämtliche, dem Verbraucher nicht genehmen Substitutionsgüter durch ihm genehme ersetzt werden. Konsum neuer Güter kann vielfältig ersetzt werden, insbesondere durch Do it yourself, Heimwerken, Reparaturhilfe, Freeganismus oder Containern.